# Lindsey Scherf
Lindsey Scherf (* 18. September 1986) ist eine US-amerikanische Langstreckenläuferin.
2005 stellte sie einen US-Juniorinnenrekord über 10.000 m auf.
2007 erhielt sie wegen ihres Belastungsasthmas eine Medizinische Ausnahmegenehmigung von der United States Anti-Doping Agency (USADA) für den Gebrauch des Medikaments Flovent. Während eines Studienaufenthalts in Australien plante sie einen Start beim Gold-Coast-Marathon und fragte neun Wochen vorher bei der USADA an, ob sie eine internationale Genehmigung brauchte. Als diese aus unbekannten Gründen nicht bis zum Renntag eintraf und sie den ärztlichen Rat erhielt, das Medikament nicht abzusetzen, fragte sie beim Renndirektor des Laufs nach, ob eine Dopingkontrolle erfolgen würde. Dieser verneinte; jedoch wurde Scherf, nachdem sie als Zweite ins Ziel gekommen war, zu einem Test aufgefordert. Auf die telefonische Empfehlung ihres Vaters hin verweigerte sie den Test, da auch die Dopingkontrolleure ihr keine Auskunft gaben, ob eine positive Probe härter sanktioniert wurde als eine verweigerte. Als ihr Vater, der in der Zwischenzeit externen Rat gesucht hatte, ihr nahelegte, der Kontrolle zuzustimmen, wurde dies von der australischen Dopingagentur abgelehnt. Später stellte sich heraus, dass die internationale Genehmigung nicht erforderlich war und Scherf mit ihrer nationalen Genehmigung hätte starten können.
Im Oktober 2007 entschied die USADA, wegen außergewöhnlicher Umstände nicht die für Dopingtestverweigerungen vorgesehene Standardstrafe einer zweijährigen Sperre, sondern die Mindeststrafe einer einjährigen Sperre zu verhängen. Scherf verzichtete aus Kostengründen auf einen Einspruch. Einen Monat später reichte die World Anti-Doping Agency (WADA) eine Klage vor dem Internationalen Sportgerichtshof (CAS) auf die Verhängung einer zweijährigen Sperre ein. Im August 2008 entschied der CAS zugunsten Scherfs.
2012 kam sie beim New-York-City-Halbmarathon auf den 14. Platz, wurde als Zweite beim River Bank Run US-Vizemeisterin im 25-km-Straßenlauf und siegte beim Ottawa Race Weekend über 10 km. 2014 wurde sie Dritte beim Azalea Trail Run und Zwölfte beim Chicago-Marathon. 2015 wurde sie Zweite beim Grandma’s Marathon.
In ihrer Collegezeit startete sie für die Harvard University und die University of Oregon, bevor sie 2010 ihren Abschluss an der University of Michigan machte. Derzeit ist sie Assistenztrainerin an der Duke University und stand beim Sportartikelhersteller Mizuno unter Vertrag.

## Persönliche Bestzeiten
- 3000 m (Halle): 9:18,89 min, 11. Februar 2006, Boston
- 5000 m (Halle): 15:42,81 min, 3. Dezember 2005, Boston
- 10.000 m: 32:51,20 min, 7. Mai 2005, New York City
- 10-km-Straßenlauf: 32:33 min, 22. März 2014, Mobile
- Halbmarathon: 1:11:45 h, 18. März 2012, New York City
- 25-km-Straßenlauf: 1:25:12 h, 12. Mai 2012, Grand Rapids
- Marathon: 2:32:19 h, 20. Juni 2015, Duluth